# ريتشارد غوردون هاتشر
ريتشارد غوردون هاتشر (بالإنجليزية: Richard G. Hatcher) هو سياسي أمريكي، ولد في 10 يوليو 1933 في ميشيغان سيتي في الولايات المتحدة. حزبياً، نشط في الحزب الديمقراطي.